# Probużna (gmina)
Probużna – dawna gmina wiejska w powiecie kopyczynieckim województwa tarnopolskiego II Rzeczypospolitej. Siedzibą gminy była Probużna.

## Historia
Gminę utworzono 1 sierpnia 1934 w ramach reformy na podstawie ustawy scaleniowej z dotychczasowych gmin wiejskich: Hryńkowce i Probużna.
Do 1938 wójtem gminy był Józef Milik, któremu na pożegnanie w lutym tego roku przyznano tytuł honorowego obywatelstwa Probużnej.
Od września 1939 do lipca 1941 gmina znajdowała się pod okupacją ZSRR, a 1 sierpnia 1941 weszła w skład Generalnego Gubernatorstwa i nowo utworzonego dystryktu Galicja. Gmina przynależała odtąd do powiatu czortkowskiego (Kreishauptmannschaft Czortków). Przyłączono do niej wówczas części obszarów zlikwidowanych gmin: Czarnokońce Wielkie (gromady Czarnokoniecka Wola, Czarnokońce Małe, Czarnokońce Wielkie i Tłusteńkie) i Kopyczyńce (gromady Hadyńkowce i Żabińce). W 1943 roku gmina składała się z ośmiu gromad (Czarnokoniecka Wola, Czarnokońce Małe, Czarnokońce Wielkie, Hadyńkowce, Hryńkowce, Probużna, Tłusteńkie i Żabińce) i liczyła 13.084 mieszkańców.
Po II wojnie światowej obszar gminy znalazł się w ZSRR.